# 不反對通知書
香港的不反對通知書是指香港政府表示「不反對」特定事物的官方文書。

## 種類

### 警務處的不反對通知書
按《公安條例》，針對50人以上的集會，或是30人以上的遊行，需要向警務處申請不反對通知書（Letter of No Objection），警方需通知申請結果。然而，假如在指定期限內沒有發出不反對通知書，只要處長沒有發出反對遊行的通知，仍可視為已發出不反對通知書。依申請期間的不同，指定期限最早到活動開始前48小時，最晚則到活動開始前。唯若警方發出反對通知書，則代表遊行被禁止。。
如果參加的示威活動沒有申請不反對通知書，可能會觸犯「未經批准集結」，如果所參加的示威活動，警方已發出反對通知，就有可能觸犯「非法集結」。

### 税務局的不反對通知書
公司在註冊後若要解散，沒有未繳稅款，在《稅務條例》下的責任均完成，稅務局會發給《不反對撤銷公司註冊通知書》（Notice of No Objection），也簡稱不反對通知書。

### 入境處的不反對通知書
非本地生於香港讀書期間從事有限度的實習工作、校內兼職工作等，需要經學校向入境處申請不反對通知書（Letter of No Objection）。